# Droga wojewódzka nr 574
Droga wojewódzka nr 574 (DW574) – droga wojewódzka w województwie mazowieckim o długości 16,264 km.

## Miejscowości leżące przy trasie DW574
- Dobrzyków
- Gąbin
- Szczawin Borowy-Kolonia